# 孫寧 (男演員)
孙宁（1994年7月31日—），中国男演员，身高178cm。2015年出演袁卫东执导、张馨月编剧的话剧《毕业生》中饰演马又飞。2016年出演托尼奖话剧《历史系男孩》中文版，饰演Posner。
2017年，出演杨龙执导，胡一天、沈月主演的青春网络剧《致我们单纯的小美好》，在剧中饰演陆杨。

## 影视作品

### 電視剧/网络剧
| 首播年份 | 剧名                   | 角色   | 備註   |
| 2017年   | 《致我们单纯的小美好》 | 陆杨   | 網絡劇 |
| 2019年   | 《全職高手》           | 羅輯   | 網絡劇 |
| 2022年   | 《相逢时节》           | 简宏图 |        |
| 2022年   | 《三悅有了新工作》     | 秦偉   | 網絡劇 |
| 2023年   | 《燦爛的轉身》         | 蘇洛   | 網絡劇 |
| 2025年   | 《六姊妹》             | 闫宏宇 |        |

### 电影
| 上映年份 | 剧名               | 角色 |  |
| 2016年   | 《黑客法则》       | 高远 |  |
| 2021年   | 《我要我們在一起》 | 大喬 |  |
| 2025     | 《大风杀》         | 简宁 |  |
| 2025     | 《比如父子》       |      |  |

### 话剧
| 時間   | 剧名       | 角色   |
| 2015年 | 毕业生     | 马又飞 |
| 2016年 | 历史系男孩 | Posner |